# Вилфред Мот
Вилфред „Вилф” Мот (енгл. Wilfred "Wilf" Mott) измишљени је лик у британској научнофантастичној телевизијској серији Доктор Ху који је тумачио Бернард Крибинс. Он је деда Доне Нобл, сапутнице Десетог Доктора, и отац њене мајке Силвије. Као сапутница Доктора, ванземаљског Господара времена са планете Галифреј, Дона је путовала кроз простор и време у серијалу из 2008. године, проживевши бројне пустоловине. Како је и сам веровао у ванземаљски живот, Вилфред је био поносан на пустоловине своје унуке и помагао је да оне буду држане у тајности од Донине заповедничке мајке. Касније је постао последњи сапутник Десетог Доктора у дводелном специјалу „Крај времена”.
Крибинс је првобитно требало да се појави само у божићном специјалу из 2007. године „Путовање проклетих”, али када је Хауард Етфилд био приморан да се повуче из улоге Дониног оца Џефа због болести (Етфилд је касније умро), творац Расел Т. Дејвис је вратио Крибинса у серију у улози Дониног деде и заменио Етфилда њиме у четвртом серијалу. У мају 2022. Крибинс је наводно требало да понови улогу у специјалима поводом 60. годишњице серије 2023. године, пошто је примећен на снимању специјала. „Плава дивљина”, специјал у ком се појављује Крибинс, обележила је његову последњу улогу пре смрти 27. јула 2022, а епизода је посвећена у сећање на њега. Вилфред се накратко појављује у специјалу „Кикот”, где га је тумачи непотписани дублер, и који садржи архивски аудио-снимак Крибинса из епизоде „Отровно небо” из 2008. године.

## Историја лика
Вилфред Мот се први пут појављује у „Путовању проклетих” (2007). Десети Доктор и Астрид Пет га упознају убрзо пошто су се телепортовали на Земљу. Он има тезгу са новинама и један је од ретких људи који су остали у Лондону током Божића након свих бизарних догађаја који су се издешавали сваког Божића последњих неколико година (приказаним у епизодама „Божићна инвазија” и „Одбегла невеста”). Он је заклети монархиста. Он је сведок како су се Доктор и Астрид телепортовали назад на међугалактичку крстарицу Титаник.
Дона Нобл га зове „декица” (енгл. Gramps). У епизоди „Партнери у злочину”, открива се да је Вилфред аматерски астроном који своје вечери проводи посматрајући звезде телескопом са свог травњака. Занимају га ванземаљске завере и помало је ексцентричан у својим веровањима. Он је у добрим односима са својом унуком која му се придружује за телескопом када пожели да побегне од мајчиног приговарања. Дона га је замолила да јој каже да ли је икада видео „малу плаву кутију” и нејасно му је описала Доктора. Након што се Дона придружила Доктору, њих двоје пролећу кроз ноћно небо у ТАРДИС-у, са отвореним вратима, што је запањило Вилфреда. Дона му је махала са врата ТАРДИС-а и он је био усхићен када је видео да она следи своју жељу за пустоловином. Вилфред на свом шеширу носи значку Падобранског пука у којем је Крибинс служио током своје војне службе.
У „Сонтараначкој варци”, Вилфред се поново уједињује са својом унуком и Доктором кога је он (што запрепашћује Дон) упознао раније. Његово одсуство у „Одбеглој невести” објашњено је тиме што је био болестан од, како је веровао, шпанске грознице. Када су се АТМОС уређаји активирали, он је заробљен у породичном аутомобилу, док Доктор и Дона покушавају да га спасу. У „Отровном небу”, Силвија га спасава тако што је секиром коју је држала поред улазних врата своје куће разбила ветробранско стакло. Он охрабрује Дону да остане са Доктором.
У паралелном свету у епизоди „Скрени лево”, у којем је Доктор умро а да није упознао Дону, Дона осваја одмор за своју породицу изван града, а Вилфред стога није за својим штандом на Божић, како је иначе приказано у „Путовању проклетих”. Без Доктора, међузвездана крстарица Титаник пада на централни Лондон, уништавајући метрополу у огромној нуклеарној експлозији. Након катастрофе, Сједињене Државе обећавају преко потребну помоћ Уједињеном Краљевству, што је навело Вилфреда да узвикне „Бог благословио Америку!”, иако је очекивана помоћ отказана пошто су милиони људи у САД побијени као последица избора госпођице Фостер да од Америке начини тло за узгајање Масноћа. Вилфред и његова породица су евакуисани у Лидс са небројеним другим избеглицама. Они деле стан са породицом италијанских избеглица која у почетку нервира Ноблове, али са којом се Вилфред брзо спријатељио. Том приликом се помиње његова војна служба: један од њихових укућана назива га „мој капетан” и салутира му док одлази. Вилфред постаје узнемирен када је његов пријатељ одведен у радни логор када нова крајње десничарска влада стави Британију под ванредно стање, напомињући да су их „тако звали прошли пут”, алудирајући на нацистичке концентрационе логоре током Другог светског рата.
У „Украденој Земљи”, Вилфред преузима на себе борбу против Далека, наоружан пиштољем за пејнтбол, резонујући да ће их пуцањем у окулар заслепити. Далек којег покушава да заслепи раствара боју са окулара и каже: „Мој вид није оштећен”. Њега и Силвију од Далека спасава Роуз Тајлер која уништава Далека и враћа се са њима у њихов дом да покуша да контактира Доктора. Пошто Вилфред не поседује веб камеру, његов рачунар може Роуз да обезбеди само једносмерну видео-комуникацију бивше премијерком Харијет Џоунс са њеном милицијом Докторових сапутника. Вилфред је задивљен Харијет, напоменувши да је гласао за њу, али Силвија напомиње да није. У шоку је на рачунару гледао како Далеци убијају Харијет.
У „Крају путовања”, пошто је Донино сећање избрисано, Вилфред испраћа Доктора у њено име и обећава да ће кад год погледа у звезде помислити на њега, сматрајући га веома блиским пријатељем. Против Силвијиних тврдњи да је Дона била исто тако добра пре путовања са Господаром времена, Вилфред остаје при свом ставу и тврди својој ћерки да је Доктор учинио Дону бољом особом. Иако пристаје да чува Доктора у тајности, он такође обећава да ће чувати сећање на његове поступке уместо Доне.
Вилфред се враћа у „Крају времена”, где у више наврата има визије Господара. Затим више пута среће неименовану жену и открива приказе ТАРДИС-а укључене у историјску уметност. Он тражи и налази Доктора. Доктор је дошао на Земљу да пронађе Господара, а Вилфред му се одмах придружује у потрази. Доктор покушава да га заустави, делимично зато што не жели да има посла са његовом бесном ћерком. Тајанствена жена се појављује на телевизији да каже Вилфреду да мора узети оружје, што га је навело да понесе свој стари службени револвер из службе у британској војсци. Доктор почиње да сумња да нешто држи Вилфреда близу њега. Одлазе у вилу Џошуе Нејсмита, где Господар претвара људски род у верзије себе, али Вилфреда штити Доктор тако што га ставља у комору заштићену од зрачења. Доктора и Вилфреда хвата Господар, али их спашавају два ванземаљца, Адамс и Роситер. Дона, која је преживела овај догађај, зове Вилфреда мобилним телефоном који Господар прати, али њени прогониоци су онемогућени када се активира механизам који је Доктор поставио да потисне њена сећања. На ванземаљском броду након што је спашен, Вилфред покушава да убеди Доктора да узме његов пиштољ и убије Господара, али не успева. Током следећег ракетног напада на њихов брод, Вилфред радосно користи ласерски топ да одбрани брод. По повратку на Земљу, Вилфред је поново заробљен у кабини за зрачење док ослобађа техничара заробљеног тамо и посматра Докторов сукоб са Господаром и Расилоном. Након тога, када је Доктор помислио да је безбедан, Вилфред испуњава пророчанство да ће „покуцати четири пута” тако што је четири пута покуцао на врата како би привукао Докторову пажњу. Пошто ће кабина бити преплављена зрачењем, Доктор криви себе што није спречио Вилфреда да пође с њим да је знао да ће умрети. Да би ослободио Вилфреда, Доктор мора да се жртвује тако што ће себе уместо њега изложити зрачењу. Вилфред му каже да иде, говорећи да је проживео свој живот, али га Доктор ипак спасава, говорећи му: „Била ми је част”. Зрачење које је Доктор упио да би спасао Вилфреда касније га приморава да се регенерише у своју једанаесту инкарнацију. Доктор на самрти га последњи пут га виђа на Донином венчању, где њему и Силвији даје добитну срећку као венчани поклон за Дону. Доктор је купио срећку новцем који је у прошлости позајмио од Вилфредовог покојног зета Џефрија Нобла. Док Доктор одлази последњи пут, Вилфред му у сузама салутира.
У „Звезданој звери”, за сада 94-годишњег Вилфреда се помиње да се уселио у заштићени дом које плаћа УНИТ, пошто више не може да се носи са степеницама у новој породичној кући. Током кризе Мипа Бипа, Ноблови откривају Четрнаестом Доктору, који има исто лице као и Десети, да је Вилфред отишао, због чега је он накратко погрешно схватио да је Вилфред мртав. Пошто је Доктор вратио Дони сећања, намеравали су да оду на последње заједничко путовање да посете Вилфреда како би он знао да су се Донина сећања вратила и како би Доктор могао последњи пут да види свог старог пријатеља. Међутим, пошто је Дона случајно просула кафу по ТАРДИС конзоли, он неконтролисано одлеће на непознато одредиште.
У специјалу „Плава дивљина”, Вилфред, сада у инвалидским колицима, поздравља Доктора и Дону када се врате на Земљу неколико дана касније. Вилфред је пресрећан што су се Дони сећања вратила и што је поново срећан са својим старим пријатељем који је исто тако задовољан. Међутим, Вилфред је остатак породице послао на сигурно док је он чекао повратак Доктора и Доне. Обавештава њих двоје да никада није изгубио веру у то да ће се Доктор поново вратити да спасе Земљу, пре него што дође до потпуног краха. Људи свуда около почињу да се сукобљавају, док Вилфред говори да се „цео свет ближи крају”. УНИТ га је потом одвео на безбедно, што је приказано у епизоди „Кикоту”. Касније, Вилфред пуца на кртице у дворишту када се Доктор придружио породици Нобл на вечери. Доктор приватно открива да је заштитио кртице од Вилфреда користећи поља силе, јер воли кртице.

## Продукција
Вилфреда је играо Бернард Крибинс, који се претходно појавио у Доктор Ху филму из 1966, Далеци − Инвазија на Земљу 2150. као сапутник специјални позорник Том Кембел, лик који је заменио Ијана Честертона из телевизијског серијала Инвазија Далека на Земљу, на коме је овај филм заснован. Крибинс је такође разматран за улогу Четвртог Доктора 1974. Године 2006. постао је део оживљене серије када је његова слика са венчања коришћена на BBC-овом веб-сајту за епизоду „Зуб и канџа”. Крибинс је такође играо руководиоца рок бенда у радио-драми са Осмим Доктором, „Ужас Глем рока”, емитованој на BBC 7 2007. године.
Крибинс је на снимање својих сцена за епизоду „Путовање проклетих” донео елементе сопственог костима, попут шешира са значком Падобранског пука из својих дана у Националној служби.
Продуцент Фил Колинсон изјавио је у интервјуу за SFX да ће се Вилфред Мот „поново појавити у серијалу неколико пута”. Колинсон је рекао за Крибинса: „Велика је повластица имати га на сету, он је диван... сада га имамо и задржавамо га! Он је бриљантан”. Вилфред није „строго говорећи” повезан са темом придруживања 4. серијала, али у коментару за прву епизоду указано је да његов сусрет са Доктором у божићном специјалу можда није био случајан.
Након појављивања Вилфреда Мота у „Путовању проклетих”, лик се поново појављивао у епизодној улози и установљено је да је он деда Доне Нобл. Овај лик заменио је Дониног оца Џефа, кога је играо Хауард Етфилд у „Одбеглој невести”, јер је Етфилд умро након снимања сцена за „Партнере у злочину”. Колинсон је имао идеју да би Вилфред требало да буде Донин деда пошто је извршни продуцент Расел Т. Дејвис одлучио да лик деде треба да замени лик оца након Етфилдове смрти. Дејвису и његовој колегиници, извршној продуценткињи Џули Гарднер, идеја се допала, па је Дејвис додао Вилфреда у епизоду „Партнери у злочину”. Лик који је Крибинс тумачио у „Путовању проклетих” првобитно је требало да се зове „Стен”, али је Дејвис сматрао да то није прикладно име за епизодног лика и преименовао га је у „Вилфред”. Дејвис је успео да промени текст одјавне шпице за „Путовање проклетих” пре његовог емитовања ради доследности.
Крибинс је последњи пут играо Мота у специјалу из 2023. „Плава дивљина” снимљеном 2022. пре његове смрти у јулу те године. Продуценти су желели да сниме више сцена са њим у оквиру других специјала из 2023. године, али му је нарушено здравље дало довољно времена да сними само једну сцену. Лик се последњи пут појављује у следећем специјалу „Кикот” кроз коришћење дублера и архивског аудио-снимка из „Отровног неба”.

## Пријем
Лора Плеџер из часописа Radio Times прогласила је Крибинса за најбољу гостујућу звезду у Доктору Хуу, написавши: „Када вас не би насмејао, Вилфред Мот би вам сломио срце”. Магазин SFX је поставио лик Вилфреда на 13. место у чланку из 2009. у којем је наведено „27 ствари које су им се највише свиделе у вези са оживљавањем Доктора Хуа”.